# Eye of the Storm (Brazen Abbot)
Eye of the Storm è il secondo album della hard rock band Brazen Abbot, uscito nel 1996.
ll disco vede in formazione tre ex-componenti degli Europe: Mic Michaeli, Ian Haugland e John Leven e la partecipazione del celebre Joe Lynn Turner alla voce su alcuni brani.

## Tracce
1. Eye Of The Storm
2. Twist Of Fate
3. Fool In Love
4. Line Of Fire
5. Wake Up Everybody
6. Everything Is Gonna Be Alright
7. Common People
8. The Road To Hell
9. Restless In Seattle
10. Highway Cindy
11. I'll Be There For You

## Formazione
Gruppo
- Nikolo Kocev - chitarre, violino, piano, tastiere, percussioni
- Ian Haugland - batteria
- Mic Michaeli - organo
- John Leven - basso

Voci
- Joe Lynn Turner - tracce (1, 2, 4, 8)
- Goran Eldman -  tracce (3, 6, 7, 9, 11)
- Thomas Vikstrom-  tracce (5, 10)